# АЭС Касивадзаки-Карива
Касивадзаки-Карива (яп. 柏崎刈羽原子力発電所) — японская АЭС в  городе Касивадзаки префектуры Ниигата, крупнейшая АЭС в мире по установленной мощности (на 2010 год) — в эксплуатации находились пять кипящих ядерных реакторов (BWR) и два улучшенных кипящих ядерных реакторов (ABWR), суммарная мощность которых составляет 8212 мегаватт (МВт).
Первый энергоблок введён в строй в 1985 году. 

В результате землетрясения 16 июля 2007 года магнитудой 6.8 по шкале Рихтера и эпицентром в 19 километрах от Касивадзаки-Карива на станции возникли нештатные ситуации. На момент землетрясения работали 4 энергоблока, 3 находились на плановом осмотре. После землетрясения работавшие реакторы были остановлены. В результате подземных толчков произошли подвижки почвы под реакторами АЭС, станция получила более 50 различных повреждений, но самым тяжелым последствием оказалась утечка радиоактивной воды из резервуара хранения отработанного
топлива в зону общего доступа под шестым реактором. При этом неизвестно, сколько воды вытекло из АЭС в море. Помимо этого опрокинулись 438 емкостей с отходами низкой радиоактивности, у некоторых из них сорвало крышки. Также возник пожар на трансформаторе 3-го блока. Оказались повреждены фильтры, что привело к выходу радиоактивной пыли за пределы АЭС. 
В итоге работа АЭС была остановлена для ревизии, ремонта и дополнительных антисейсмических мероприятий. Общий ущерб от землетрясения оценивался в 12,5 млрд долларов США, из них 5,8 млрд долларов составляют убытки от ремонта и простоя АЭС.
В начале мая 2009 года после серии восстановительных и строительных работ, направленных, в том числе на улучшение сейсмоустойчивости АЭС, седьмой энергоблок (он пострадал меньше остальных) был запущен в тестовом режиме, 26 августа — шестой, а первый — 31 мая 2010. 
До фукусимской катастрофы в 2011 году энергоблоки 2, 3 и 4 бездействовали. В связи с аварией на Фукусиме-1 все реакторы Касивадзаки-Карива были остановлены. 

По состоянию на октябрь 2017 года, перезапуск энергоблоков № 6 и № 7 планируется к концу 2019 года. По состоянию на август 2022 года все блоки простаивают, но перезапуск энергоблоков № 6 и № 7 планируется летом 2023 года.

## Информация о энергоблоках
| Энергоблок           | Тип реакторов | Мощность | Мощность | Начало строительства | Энергетический пуск | Ввод в эксплуатацию | Закрытие |
| Энергоблок           | Тип реакторов | чистая   | брутто   | Начало строительства | Энергетический пуск | Ввод в эксплуатацию | Закрытие |
| -------------------- | ------------- | -------- | -------- | -------------------- | ------------------- | ------------------- | -------- |
| Касивадзаки-Карива-1 | BWR           | 1067 МВт | 1100 МВт | 05.06.1980           | 13.02.1985          | 18.09.1985          |          |
| Касивадзаки-Карива-2 | BWR           | 1067 МВт | 1100 МВт | 18.11.1985           | 08.02.1990          | 28.09.1990          |          |
| Касивадзаки-Карива-3 | BWR           | 1067 МВт | 1100 МВт | 07.03.1989           | 08.12.1992          | 11.08.1993          |          |
| Касивадзаки-Карива-4 | BWR           | 1067 МВт | 1100 МВт | 05.03.1990           | 21.12.1993          | 11.08.1994          |          |
| Касивадзаки-Карива-5 | BWR           | 1067 МВт | 1100 МВт | 20.06.1985           | 12.09.1989          | 10.04.1990          |          |
| Касивадзаки-Карива-6 | ABWR          | 1315 МВт | 1356 МВт | 03.11.1992           | 29.01.1996          | 07.11.1996          |          |
| Касивадзаки-Карива-7 | ABWR          | 1315 МВт | 1356 МВт | 01.07.1993           | 17.12.1996          | 02.07.1997          |          |